# Max Peters (Admiral)
Max Peters (* 6. Juni 1888 in Kiel; † 1961) war ein deutscher Konteradmiral (Ing.) der Kriegsmarine.

## Leben
Max Peters trat 1914 in die Kaiserliche Marine ein und diente als Maschinist.
Nach dem Krieg wurde er in die Reichswehr übernommen und hier am 1. November 1928 Kapitänleutnant des Marineingenieurwesens. 1931 war er Halbflottilleningenieur der 1. Torpedobootshalbflottille. Als Korvettenkapitän (Ing.) (Beförderung am 1. November 1933) war er 1936 Leitender Ingenieur auf der Schlesien. 1937, ab 1. Oktober 1937 Fregattenkapitän des Marineingenieurwesens, war im gleichen Jahr Referent beim II. Admiral der Nordsee.
Von September 1939 bis Januar 1940 war er technischer Referent im Stab des II. Admirals der Nordsee. Bis September 1940 war er Kommandant der 14. Schiffstammabteilung und anschließend bis März 1943 in gleicher Position bei der 18. Schiffstammabteilung. Von März 1943 bis Januar 1944 war er Direktor des Marineausrüstungs- und Reparaturbetriebs (Maureb) Pillau. Bis Kriegsende war er Kommandant der Kriegsmarinearsenals Gotenhafen. Am 1. August 1944 wurde er zum Konteradmiral (Ing.) befördert.
Nach dem Krieg kam er in Kriegsgefangenschaft, aus welcher er am 2. Dezember 1946 entlassen wurde.